# Marc Saez
Pour les articles homonymes, voir Saez.
Marc Saez, né le 25 novembre 1967 à Marseille, est un acteur, directeur artistique, adaptateur, dramaturge, réalisateur et metteur en scène français.
Très actif dans le doublage, il est la voix régulière des acteurs Naveen Andrews, Brennan Elliott, James Nesbitt, Lou Diamond Phillips, Michael Kelly et Louis Ferreira. Il fut également la voix régulière de Gerard Butler à ses débuts.
Au sein de l'animation, il est connu pour avoir prêté sa voix au Marsupilami dans Houba ! Houba ! Hop !, Dexter dans Le Laboratoire de Dexter mais aussi Nermal et Vito dans Garfield et Cie. Dans le jeu vidéo, il a notamment été la première voix de Ratchet dans la série Ratchet and Clank et celle de Tank Dempsey dans Call of Duty.

## Biographie

### Jeunesse et formation
Marc Saez est né le 25 novembre 1967 à Marseille, ville dans laquelle il a fait des études de Langues Etrangères Appliquées. À 15 ans, en plus de ses études, il devient animateur de radio dans plusieurs stations libres (Forum 92, NRJ, Fun Radio). À cette époque, alors qu'il participe à un concours d'animateurs, il est repéré par RMC qui lui propose d'être engagé. Il décline la proposition, ne voulant pas être uniquement animateur radio et le poste nécessitant de devoir rester à Monaco durant plusieurs années. « J'ai fui ce que j’appelais le « fonctionnariat de l’art » pour me lancer et monter à Paris sans y avoir de contacts précis », ajoute-t-il.
Diplômé du conservatoire de Marseille qu'il tente tout d'abord en candidat libre, il est engagé par le réalisateur Philippe Carrese pour jouer dans ses deux téléfilms : La Guerre des rocks et Joseph Conrad, le radjah des mers. Avec le même réalisateur, il tourne dans plusieurs programmes courts humoristiques pour France 3. Il monte donc à Paris où il connaît des débuts difficiles, mais ses capacités vocales lui permettent d'intégrer l'équipe des voix des premiers Guignols dans Les Arènes de l'info où il assure la première voix de la marionnette de Christophe Dechavanne.

### Cinéma et doublage
Marc Saez est repéré par la directrice de casting Shula Siegfried qui lui ouvre les portes de ses premières auditions et décroche son premier rôle au cinéma dans Le Grand Pardon 2 d'Alexandre Arcady aux États-Unis. « J’ai passé 3 mois et demi à Miami sur ce tournage avec Christopher Walken, Jennifer Beals ou encore Richard Berry », explique-t-il. C'est d'ailleurs avec ce film que Marc fait la rencontre d'Alexandre Aja. « Avec Alex, c’est une longue histoire qui a commencé en 1992. [...]  [Il] était tout jeune à l’époque et on s'est super bien entendus. Après le tournage, on est restés en contact. Puis, il a fait ses 1er films. Et un jour alors qu'il savait que je faisais du doublage, il est revenu vers moi pour me proposer d'adapter et de diriger les versions françaises de ses films. J’ai accepté avec honneur et plaisir. » Plus tard, il enchaîne avec la suite, Le Nombril du monde, d'Ariel Zeitoun, et continue sa route artistique entre tournages, voix et mises en scène.
Du côté doublage, il prête sa voix à de nombreux acteurs américains tels que Gerard Butler et Don Cheadle ainsi que Llewelyn Moss dans No Country for Old Men (2007), et Naveen Andrews dans Lost : Les Disparus (2004-2010). Il prête aussi sa voix à des personnages de séries d'animation tels que Dexter dans Le Laboratoire de Dexter (1998-2003), le Marsupilami dans Marsupilami Houba Houba Hop !, et Nermal dans Garfield et Cie entre 2008 et 2015. Il supervise également le doublage de plusieurs films.

### Réalisation
En 2011, il réalise son premier court-métrage Suivez la flèche, avec Véronique Picciotto, Jean-Marie Lamour, Gérard Dessalles, Helmi Dridi, Jean-Claude Tran et sa fille Eva Saez. Ce film fait partie des sélections officielles de nombreux festivals et reçoit à ce jour 156 récompenses dans des festivals américains entre 2011 et 2024. En 2012, il adapte et met en scène À nu d'après le film de Sidney Lumet écrit par Tom Fontana qu'il produit au festival d'Avignon. Il y rencontre Tom Fontana, venu à la première et qui lui propose d'intégrer la distribution de sa série Borgia.
En 2019, il réalise son deuxième court-métrage Le Rôle de ta vie, avec Véronique Picciotto et Olivier Hémon. Ce film fait partie de la long liste des Oscars 2019 et obtient une pleine page dans le magazine Variety. Le film a obtenu 279 récompenses entre 2019 et 2024, dont 76 prix d'interprétation pour son actrice principale Véronique Picciotto, qui a notamment été élue Meilleure actrice de l'année » aux Gold Movie Awards de Londres en 2019.
En 2021, Marc Saez s'occupe de la direction artistique audio du film Oxygène d'Alexandre Aja. « Durant le tournage, j'ai dirigé les comédiens et comédiennes en fonction de ses répliques et des scènes tournées, mais sans voir l’image », explique Marc. « C’était un exercice très intéressant parce que je devais recréer une tension et soutenir le travail de Mélanie afin que ce soit le plus vrai possible. Je suis aussi le 1er contact qu’elle a, car je joue le rôle de l’inspecteur de police avec qui elle est mise en contact par « M.I.L.O ». »
Cette même année, Marc Saez devient l'adaptateur en français et directeur artistique de la série Squid Game.

### Autres
En tant qu'auteur et metteur en scène, sa pièce Amour, gore et beauté fut jouée dans de nombreux théâtres dont la Comédie de Paris.
Il est, avec sa compagne Véronique Picciotto (également comédienne de doublage), formateur aux techniques du doublage et aux enregistrements multimédias au sein de la compagnie Les Séraphins .

## Théâtre
- 2005 : Les Feux de la gloire, écrit et mis en scène par Marc Saez, Sudden Théâtre
- 2005 : Petits bonheurs parmi les moins tristes, d'après les textes de Marc-Michel Georges, adapté et mis en scène par Véronique Picciotto, Lucernaire
- 2005 : Fleurs et Affinités, de Frédéric Rose, mise en scène Xavier Lemaire, théâtre de la Huchette
- 2008 : Perrault, ça cartoon, de Stéphane Roux, mise en scène Stéphane Roux et Tristan Petitgirard, Avignon Off
- 2010 : Amour, gore et beauté, écrit mis en scène par Marc Saez, Comédie de Paris
- 2012 : À nu, adapté et mis en scène par Marc Saez d'après un film de Sidney Lumet écrit par Tom Fontana, Avignon Off
- 2014 : À nu, adapté et mis en scène par Marc Saez d'après un film de Sidney Lumet écrit par Tom Fontana, Vingtième Théâtre
- Le Jeu de l'amour et du hasard
- Les Fourberies de Scapin
- Un divertissement royal à Versailles
- Dom Juan

## Filmographie

### Cinéma
- 1992 : Le Grand Pardon 2 d'Alexandre Arcady : Mike Spada
- 1993 : Le Nombril du monde d'Ariel Zeitoun : Roland Boccara
- 1998 : Les Boys 2 de Louis Saia : Gérard
- 1999 : Pascal et la vieille dame de Wilfried Hureau : Pascal (Court-métrage)
- 2000 : Antilles sur Seine de Pascal Légitimus : le réceptionniste
- 2010 : Suivez la flèche de Marc Saez (auteur et producteur) (Court-métrage)
- 2011 : Avant l'aube de Raphaël Jacoulot : Raphaël Cassany
- 2011 : After Fall, Winter de Michael Schaeffer
- 2012 : Interview with a Zombie d'Olivier Chateau : Zombie (Court-métrage)
- 2021 : Oxygène d'Alexandre Aja : l'inspecteur Ortiz (voix)

### Télévision
- 1987 : La Guerre des Rocks de Philippe Carrese
- 1989 : Plagiat et Meurtre de Bernard Queysanne
- 1990 : Joseph Conrad, le radjah des mers de Philippe Carrese
- 1991 : Cavale de Serge Meynard
- 1991 : Le Gang des tractions de  Josée Dayan
- 1992 : Le Cerf-volant de  Jean-Paul Roux
- 1993 : Rocca, vous vous souvenez de moi ? de Paul Planchon
- 1994 : Parfum de meurtre de Bob Swaim : Clerk
- 1994 : Julie Lescaut, épisode Ruptures de Josée Dayan
- 1994 : Un crime de guerre de Michel Wyn
- 1994 : Extrême Limite : J.P
- 1995 : Femme de passions de Bob Swaim : Didier
- 1996 : Flairs ennemis de Robin Davis
- 1996 : Aventures Caraïbes de Paolo Barzman : Fernando
- 1998 : Telle mère, telle fille d'Élisabeth Rappeneau : le chef cuisinier
- 1999 : Dossier: disparus, épisode Cédric : Dubourg
- 2002 : H, épisode Une histoire de fraude de Frédéric Berthe : le sommelier
- 2002 : L'Amour interdit de Jacques Malaterre : Monsieur Prado
- 2005 : Les Cordier, juge et flic, épisode Angela de Paul Planchon : Avocat Marchand
- 2005 : Léa Parker, épisode Contrefaçon de Paolo Barzman : Justin Heller
- 2005 : Quai numéro un, épisode Frères d'armes d'Alain Robillard : Beaume
- 2008 : Versailles, le rêve d'un roi de  Thierry Binisti : Premier valet
- 2008 : Sœur Thérèse.com, épisode Meurtre au grand bain de Pascal Heylbroeck : Franck Dardin
- 2009 : Ce jour-là, tout a changé, épisode L'Assassinat d'Henri IV de Jacques Malaterre : Duc d'Epernon
- 2010 : Affaires étrangères, épisode République Dominicaine de Vincenzo Marano : Calderon
- 2011 : Borgia de Christoph Schrewe : Pierre d'Archambaud
- 2012 : Joséphine, ange gardien, épisode Un monde de douceur de Pascal Heylbroeck : Louis

## Doublage
Sources : RS Doublage, Doublage Séries Database, Planète Jeunesse et Anime News Network
Note : Les dates en italique correspondent aux sorties initiales des films dont Marc Saez a assuré le redoublage.

### Cinéma

#### Films
- James Nesbitt dans (6 films) :
  - Vieilles Canailles (1998) : Finn « le cochon »
  - Five Minutes of Heaven (2009) : Joe Griffin
  - The Way, la route ensemble (2010) : Jack
  - Le Hobbit : Un voyage inattendu (2012) : Bofur
  - Le Hobbit : La Désolation de Smaug (2013) : Bofur
  - Le Hobbit : La Bataille des Cinq Armées (2014) : Bofur
- Gerard Butler dans (6 films) :
  - Prisonniers du temps (2003) : Andre Marek
  - Lara Croft : Tomb Raider, le berceau de la vie (2003) : Terry Sheridan
  - Le Match de leur vie (2005) : Frank Borghi
  - PS I Love You (2007) : Gerry Kennedy
  - Ultimate Game (2009) : Kable
  - Que justice soit faite (2009) : Clyde Shelton
- Joe Pantoliano dans (4 films) :
  - Trois de cœur (1993) : Mickey
  - Faux frères, vrais jumeaux (1995) : Eddie Agopian
  - Mariage Express (2007) : Smitty
  - Deadly Impact (2010) : David Kaplow
- Adeel Akhtar dans (4 films) :
  - Murder Mystery (2019) : Maharajah Vikram Govindan
  - Enola Holmes (2020) : l'inspecteur Lestrade
  - Enola Holmes 2 (2022) : l'inspecteur Lestrade
  - Murder Mystery 2 (2023) : Maharajah Vikram Govindan
- Kiefer Sutherland dans :
  - Les Derniers Jours de Frankie la Mouche (1996) : Joey
  - Chungkai, le camp des survivants (2001) : le lieutenant Jim « Yankee » Reardon
  - Gauguin (2003) : Paul Gauguin
- Don Cheadle dans :
  - Mission to Mars (2000) : Luke Graham
  - Rush Hour 2 (2001) : Kenny
  - The United States of Leland (2003) : Pearl Madison
- Demián Bichir dans :
  - Machete Kills (2013) : Marcos Mendez
  - Alien : Covenant (2017) : le sergent Lope, chef de la sécurité sur le Covenant
  - The Grudge (2020) : l'inspecteur Goodman
- Marwan Kenzari dans :
  - The Old Guard (2020) : Joe / Yusuf Al-Kaysani
  - Des soldats et des ombres (2020) : Raymond Westerling
  - The Old Guard 2 (2025) : Joe / Yusuf Al-Kaysani
- Bronson Pinchot dans :
  - Le Dernier Anniversaire (1996) : Monty Tipton
  - Sacré Slappy (1998) : Monty Tipton
- Jeremy Piven dans :
  - Very Bad Things (1998) : Michael Berkow
  - Family Man (2000) : Arnie
- Diego Luna dans :
  - Le Terminal (2004) : Enrique Cruz
  - Criminal (2004) : Rodrigo
- Josh Brolin dans :
  - No Country for Old Men (2007) : Llewelyn Moss
  - True Grit (2010) : Tom Chaney
- Aasif Mandvi dans :
  - Human Capital (en) (2019) : Godeep
  - C'est compliqué (2022) : le coach Murray
- 1994 : L'Âme des guerriers : Bully (Cliff Curtis)
- 1994 : Radio Rebels : Pip (Adam Sandler)
- 1997 : Flics sans scrupules : Eliott Goof (David Paymer)
- 1998 : Big Hit : Vince (Antonio Sabato)
- 1998 : Happiness : Allen (Philip Seymour Hoffman)
- 1998 : Phantoms : le soldat Velazquez (Michael DeLorenzo)
- 1998 : Une nuit au Roxbury : Doug Butabi (Chris Kattan)
- 1999 : Mickey les yeux bleus : Johnny Graziosi (John Ventimiglia)
- 1999 : Les Muppets dans l'espace : Scooter (Adam Hunt)
- 2000 : Une blonde en cavale : Elton (Gil Bellows)
- 2000 : Battlefield Earth : Carlo (Kim Coates)
- 2001 : Training Day : Sniper (Raymond Cruz)
- 2001 : Le Sang des innocents : Lorenzo (Roberto Zibetti)
- 2002 : Spider-Man : Flash Thompson (Joe Manganiello)
- 2002 : Adaptation : Marty Bowen (Ron Livingston)
- 2003 : Charlie's Angels : Les Anges se déchaînent ! : Seamus O'Grady (Justin Theroux)
- 2003 : Caterina va en ville : Giancarlo Iacovoni (Sergio Castellitto)
- 2004 : Melinda et Melinda : Walt Wagner (Steve Carell)
- 2004 : Garfield : Nermal (David Eigenberg) (voix)
- 2004 : Spider-Man 2 : M. Jacks (Joel McHale)
- 2004 : Mon beau-père, mes parents et moi : l'officier LeFlore (Tim Blake Nelson)
- 2005 : Sin City : Monsieur Shlubb (Nick Offerman)
- 2005 : Hitch, expert en séduction : Charles Wellington (Ryan Cross)
- 2006 : Uro : Hans Petter (Nicolai Cleve Broch)
- 2006 : Antonio Vivaldi, un prince à Venise : Antonio Vivaldi (Stefano Dionisi)
- 2007 : Shooter, tireur d'élite : Jack Payne (Elias Koteas)
- 2007 : À vif : David Kirmani (Naveen Andrews)
- 2007 : American Gangster : Nate (Roger Guenveur Smith)
- 2007 : Alyssa et les Dauphins : Decker (Joey Jam)
- 2008 : Che, 2e partie : Guerilla : Mario Monje (Lou Diamond Phillips)
- 2008 : Délire Express : Budlofsky (Kevin Corrigan)
- 2009 : The Informant! : James Epstein (Tony Hale)
- 2010 : Piranha 3D : Derrick Jones (Jerry O'Connell)
- 2010 : Takers : Sergei (Gideon Emery)
- 2010[13] : VIPs (pt) : Valter (Carlos Dias)
- 2010 : Panique aux funérailles : Brian (Kevin Hart)
- 2010 : Marmaduke : Thunder (Damon Wayans Jr.) (voix)
- 2010 : Mise à prix 2 : l'agent Abrego (Jason Schombing)
- 2011 : Contagion : Dr Arrington (Stef Tovar)
- 2011 : Tucker et Dale fightent le mal : Dale (Tyler Labine)
- 2012 : God Bless America : un membre du jury de l'émission American Superstars (Jamie Harris)
- 2012 : Zombibi : Mo (Mimoun Oulad Radi)[14]
- 2013 : Man of Steel : Steve Lombard (Michael Kelly)
- 2013 : La Malédiction de Chucky : Ian (Brennan Elliott)
- 2015 : Gridlocked : Dallas (Romano Orzari)
- 2015 : Le Spa à remonter dans le temps 2 : Lou (Rob Corddry)
- 2016 : Money Monster : le lieutenant Vasquez (Ivan Martin)
- 2016 : La Neuvième Vie de Louis Drax : Peter Drax (Aaron Paul)
- 2017 : City of Tiny Lights : Lovely (James Floyd)
- 2017 : Le Grand Jeu : Louis Butterman, l'ancien avocat de Molly (Michael Kostroff)
- 2019 : The Irishman : Joseph « Crazy Joe » Gallo (Sebastian Maniscalco)
- 2020 : Feel the Beat : le coach Buzz (Dennis Andres)
- 2021 : Des vies froissées (tr) : Gonzales (Ersin Arici)
- 2021 : Mortal Kombat : Goro (Angus Sampson) (voix)
- 2021 : The Execution (en) : le joueur d'échecs (Dmitry Gizbrekht)
- 2021 : Il Divin Codino : L'art du but par Roberto Baggio : Maurizio Boldrini (Riccardo Goretti)
- 2022 : Hunt : Kim Jung-do (Jeong Woo-seong)
- 2023 : Kill Bok-soon : Cha Min-kyu (Sol Kyung-gu)
- 2023 : Le Comte : Anibal (Marcial Tagle)
- 2023 : Sound of Freedom : Earl Buchanan (Gary Basaraba) et Checho (Ariel Sierra)
- 2025 : Ravage : Raúl (Luis Guzmán)

#### Films d'animation
- 1998 : Fourmiz : le contremaître
- 2002 : Les Supers Nanas, le film : Dexter
- 2004 : Gang de requins : la crevette
- 2004 : Le Pôle express : le Général Elfe
- 2005 : Le Royaume de la Rigolade : Barthélemy le Hardi / le mage Algébrus
- 2008 : Le Secret de la Petite Sirène : la crevette
- 2015 : Objectif Lune : Carson
- 2016 : Dofus, livre 1 : Julith : Marline
- 2016 : Batman: The Killing Joke : le Joker
- 2016 : Batman : Le Retour des justiciers masqués : le Joker
- 2017 : Batman vs. Double-Face : le Joker
- 2018 : Batman Ninja : le Joker
- 2019 : Batman et les Tortues Ninja : le Joker
- 2019 : Batman : Silence : le Joker
- 2020 : Batman : Un deuil dans la famille (en) : le Joker
- 2022 : La Nuit au musée : Le Retour de Kahmunrah : Seth et Ronnie
- 2025 : La Rose de Versailles (en) : ?

### Télévision

#### Téléfilms
- Brennan Elliott dans (23 téléfilms) :
  - Nanny Express (2009) : David Chandler
  - Mon amour de colo (2012) : Pete Sherman
  - L'Agence Cupidon (2012) : Vince Freeman
  - Une prof particulière (2013) : l'inspecteur Allen
  - Une mélodie de Noël (2015) : Danny Collier
  - Une maison pour deux (2015) : Brian Howell
  - Coup de foudre sous le sapin (2016) : Kevin Tyler
  - Petits meurtres et chrysanthèmes : Un mariage mortel (2016) : Marco Salvare
  - Petits meurtres et chrysanthèmes : Mystère et chrysanthèmes (2016) : Marco Salvare
  - Petits meurtres et chrysanthèmes : Les roses de la vengeance (2016) : Marco Salvare
  - L'Aventure à deux (2017) : Brian Howell
  - Un nid d'amour pour Noël (2018) : Leo
  - L'Aventure à deux : le mariage (2018) : Brian Howell
  - Mystères croisés : Voulez-vous m'épouser ? (2019) : le lieutenant Logan O'Connor
  - Mystères croisés : Signature mortelle (2019) : le lieutenant Logan O'Connor
  - Croisière romantique (2019) : Jake
  - Mystères croisés : Le manoir de tous les secrets (2020) : le lieutenant Logan O'Connor
  - Un Noël impérial (2020) : Mark Olsen
  - Mystères croisés : Chute mortelle (2021) : le lieutenant Logan O'Connor
  - Mystères croisés : Devinette mortelle (2021) : le lieutenant Logan O'Connor
  - Une carte d'amour pour Noël (2021) : Derrick Marshall
  - Une bague de trop (2022) : Luke Walker
  - Coup de foudre et amnésie (2022) : Michael
- Lou Diamond Phillips dans (5 téléfilms) :
  - Dans le droit chemin (2004) : Keenan Deerfield
  - Le Cœur à l'épreuve (2009) : Ray Russell
  - Carnage (2009) : le shérif
  - Face à la tornade (2011) : Michael Edwards
  - Le tueur de la nuit (2016) : Richard Ramirez
- Peter Michael Dillon dans (5 téléfilms) :
  - Espoir mortel (2012) : Blair Norman
  - Le Campus de la honte (2014) : Garrett Kellison[15]
  - Le défi de Kate (2015) : Greg Nealand
  - Ma vengeance sera terrible (2017) : l'inspecteur John Morran
  - Le masque de l'innocence (2018) : Darren Motts
- Jason Schombing dans (5 téléfilms) :
  - La Onzième Victime (2012) : Kolker
  - Un Noël à la maison (2015) : Bill
  - Amour et plaquages (2016) : Ned Banks
  - Amoureux malgré eux ! (2017) : Irwin[15]
  - Mon elfe de Noël (2021) : Mac Peterson
- Don Cheadle dans :
  - L'Étoile du Bronx (1996) : Earl « The Goat » Manigault
  - Point limite (2000) : le lieutenant Jimmy Pierce
- Tony Nappo (en) dans :
  - Un mariage à l'épreuve (2015) : Doug
  - Un océan de suspicion (2021) : Barney Peterson
- 2012 : Un enfant à vendre : John (Scott Elrod)
- 2019 : Prête à tout pour mon enfant, même l'illégalité ! : Joel (Kurt Evans)[15]
- 2020 : Je sais ce que tu m'as fait : Emiliano Rivera (Demi Castro)[15]
- 2022 : Piégée par mon sugar daddy : Brent Cundey (Ryan Francis)

#### Téléfilms d'animation
- 2007 : Reviens, Garfield ! : Nermal
- 2008 : Garfield, champion du rire : Nermal / Ramone
- 2009 : Super Garfield : Nermal / Abnermal

#### Séries télévisées
- Brennan Elliott dans (19 séries) :
  - La Vie avant tout (2000-2005) : Dr Nick Biancavilla (88 épisodes)
  - Monk (2004) : Paul Harley (saison 3, épisode 4)
  - Dr House (2004) : Adam (saison 1, épisode 7)
  - Les 4400 (2006-2007) : Ben Saunders (6 épisodes)
  - What About Brian (2006-2007) : T. K. (4 épisodes)
  - Desperate Housewives (2007) : Luke Purdue (saison 3, épisode 14)
  - Grey's Anatomy (2007) : Dave Krisler (saison 4, épisode 2)
  - Bones (2008) : Mark Gaffney (saison 4, épisode 3)
  - Ghost Whisperer (2008) : Hunter Clayton (saison 4, épisode 6)
  - Castle (2009) : Jason Cosway (saison 2, épisode 2)
  - Private Practice (2009) : Jake (saison 3, épisode 7)
  - Drop Dead Diva (2010) : Todd Prentiss (saison 2, épisode 10)
  - Les Experts : Miami (2010) : Julian Diehl (saison 8, épisode 12)
  - NCIS : Enquêtes spéciales (2010) : Martin Stillwell (saison 8, épisode 6)
  - Flashpoint (2012) : Jay Penak (saison 5, épisode 7)
  - Esprits criminels (2013) : l'inspecteur Scott Miller (saison 9, épisode 11)
  - Retour à Cedar Cove (2013-2015) : Warren Saget (31 épisodes)
  - UnREAL (2015-2018) : Graham (38 épisodes)
  - The Catch (2017) : Matthew Keegan (saison 2, épisodes 8 et 10)
- Lou Diamond Phillips dans (12 séries) :
  - FBI : Opérations secrètes (2003) : Andy Torres (épisode 7)
  - Le Triangle (2005) : Meeno Paloma (mini-série)
  - Numb3rs (2005-2010) : l'agent Ian Edgerton (9 épisodes)
  - The Beast (2009) : Capone (épisode 7)
  - Stargate Universe (2009-2011) : le colonel David Telford (20 épisodes)
  - Longmire (2012-2017) : Henry Standing Bear (63 épisodes)
  - Hawaii 5-0 (2017) : Wes Lincoln (saison 7, épisode 14)
  - Brooklyn Nine-Nine (2017) : Jeff Romero (saison 5, épisodes 1 et 2)
  - You're the Worst (2017) : lui-même (saison 4, épisode 10)
  - Esprits criminels (2018) : le shérif Clifford Mason (saison 13, épisode 10)
  - NCIS : Nouvelle-Orléans (2018) : le chef-adjoint Cedric Gossett (saison 4, épisodes 23 et 24)
  - Bull (2022) : le colonel Victor Taggert (saison 6, épisode 17)
- Louis Ferreira dans (11 séries) :
  - Durham County (2007) : Ray Pragger (6 épisodes)
  - Breaking Bad (2012-2013) : Declan (3 épisodes)
  - Motive (2013-2016) : l'inspecteur Oscar Vega (52 épisodes)
  - Bates Motel (2016) : Dr Guynan (saison 4, épisodes 1 et 2)
  - Aftermath (en) (2016) : Bob « Moondog » Black (11 épisodes)
  - Les Voyageurs du temps (2016-2018) : Rick Hall (4 épisodes)
  - Taken (2017) : Carlos Mejia (saison 1, épisode 1)
  - S.W.A.T. (2017-2020) : le sergent William « Buck » Spivey (8 épisodes)
  - X-Files : Aux frontières du réel (2018) : l'inspecteur Costa (saison 11, épisode 5)
  - Bad Blood (2018) : Domenic Cosoleto (8 épisodes)
  - Le Maître du Haut Château (2019-2020) : Brad Bellows (6 épisodes)
- Naveen Andrews dans (9 séries) :
  - Lost : Les Disparus (2004-2010) : Sayid Jarrah (98 épisodes)
  - Les Dix commandements (en) (2006) : Menerith (mini-série)
  - New York, unité spéciale (2010) : l'inspecteur Ash Ramsey (saison 1, épisode 12)
  - Sinbad (2012) : le seigneur Akbari (7 épisodes)
  - Once Upon a Time in Wonderland (2013-2014) : Jafar (13 épisodes)
  - Sense8 (2015-2018) : Jonas Maliki (11 épisodes)
  - Instinct (2018-2019) : Julian Cousins (21 épisodes)
  - The Dropout (2022) : Sunny Balwani (mini-série)
  - The Cleaning Lady (en) (2022) : Robert Kamdar (saison 2)
- Felix Solis dans (9 séries) :
  - NYC 22 (2012) : le sergent Terry Howard (13 épisodes)
  - Made in Jersey (2012) : River Brody (8 épisodes)
  - Elementary (2015) : Prentice Gutierrez (saison 3, épisode 16)
  - Blue Bloods (2015) : Hector Florez (saison 5, épisodes 21 et 22)
  - Hawaii 5-0 (2016-2017) : Jorge Morales (saison 7, épisodes 11 et 12)
  - Ten Days in the Valley (2017) : le commandant David Gomez (8 épisodes)
  - The Rookie : Le Flic de Los Angeles (2022-2023) : Matthew Garza (4 épisodes)
  - The Rookie: Feds (2022-2023) : Matthew Garza (5 épisodes)
  - Sirens (2025) : José (mini-série)
- Aasif Mandvi dans (8 séries) :
  - Jericho (2007-2008) : Dr Kenchy Dhuwalia (8 épisodes)
  - Person of Interest (2015) : Suleiman Khan (saison 4, épisode 19)
  - The Brink (2015) : Rafiq Massoud (10 épisodes)
  - Younger (2017) : Jay Malick (saison 4)
  - Les Désastreuses Aventures des orphelins Baudelaire (2017-2019) : le professeur Montgomery « Oncle Monty » Montgomery (4 épisodes)
  - Blue Bloods (2018-2020) : Samar Charwell (5 épisodes)
  - Room 104 (2019) : le médiateur (saison 3, épisode 12)
  - Evil (2019-2024) : Ben Shakir (50 épisodes)
- Michael Kelly dans (8 séries) :
  - Esprits criminels (2010) : Jonathan « Le Prophète » Simms (saison 5, épisode 18)
  - Criminal Minds: Suspect Behavior (2011) : Jonathan « Le Prophète » Simms (13 épisodes)
  - The Good Wife (2011) : Mickey Dunn (saison 3, épisodes 2 et 8)
  - Person of Interest (2011-2013) : Mark Snow (7 épisodes)
  - The Long Road Home (en) (2017) : le lieutenant-colonel Gary Volesky (mini-série)
  - The Comey Rule (2020) : Andrew G. McCabe (mini-série)
  - Opérations Spéciales : Lioness (depuis 2023) : Byron Westfield
  - The Penguin (2024) : Johnny Viti (mini-série)
- Sunkrish Bala (en) dans (6 séries) :
  - I Just Want My Pants Back (2011-2012) : Bobby (12 épisodes)
  - Mistresses (2013) : Hamid (saison 1, épisode 1)
  - The Walking Dead (2013) : Dr Caleb Subramanian (4 épisodes)
  - Modern Family (2014) : Daryl (saison 6, épisode 10)
  - NCIS : Enquêtes spéciales (2015) : Amir Aziz (saison 12, épisode 17)
  - Castle (2015-2016) : Vikram Singh (9 épisodes)
- Mark Damon Espinoza dans (5 séries) :
  - Beverly Hills 90210 (1993-1995) : Jesse Vasquez (50 épisodes)
  - Nip/Tuck (2003) : Ron (saison 1, épisode 4)
  - Mentalist (2008) : Ed MacVicar (saison 1, épisode 10)
  - Body of Proof (2012) : Antonio Diaz (saison 2, épisode 15)
  - Perception (2014) : Victor (saison 2, épisode 11)
- James Nesbitt dans (5 séries) :
  - Jekyll (2008) : Dr Tom Jackman / M. Hyde (mini-série)
  - Occupation (en) (2009) : Mike Swift (mini-série)
  - Monroe (2011-2012) : Dr Gabriel Monroe (12 épisodes)
  - Ne t'éloigne pas (2021) : Michael Broome (mini-série)
  - Bloodlands (en) (depuis 2021) : Tom Brannick
- Steven Brand dans (5 séries) :
  - 90210 Beverly Hills : Nouvelle Génération (2009) : Jason Epstein (saison 2, épisode 1)
  - NCIS : Los Angeles (2010) : Jon Craig (saison 2, épisode 2)
  - Teen Wolf (2014-2016) : Dr Gabriel Valack (7 épisodes)
  - Secrets and Lies (2015) : Dr Joseph Richardson (saison 1)
  - No Tomorrow (2016) : Hamish Stegner Sr. (épisode 10)
- Luis Guzmán dans (5 séries) :
  - Code Black (2015-2018) : Jesse Salander (47 épisodes)
  - Roadies (2016) : Gooch (4 épisodes)
  - The Resort (2022) : Ilan Iberra (saison 1, épisode 6)
  - Justified: City Primeval (2023) : l'officier Roberto Ramirez (mini-série)
  - Poker Face (2023) : Raoul (saison 1, épisode 8)
- Romano Orzari dans :
  - Durham County (2009) : Ray Prager (saison 2)
  - Taken (2017) : Carlos Mejia (saison 1)
  - Bad Blood (2017-2018) : Toto Bianchi (3 épisodes)
- Maximiliano Hernández dans :
  - The Americans (2013) : l'agent Chris Amador (saison 1)
  - The Walking Dead (2014) : Bob Lamson (saison 5, épisodes 7 et 8)
  - Mr. Mercedes (2018-2019) : Antonio Montez (19 épisodes)
- Tony Nappo (en) dans :
  - Remedy (2014-2015) : Dr Sam Guerra (7 épisodes)
  - Shoot the Messenger (en) (2016) : le sergent Rany (6 épisodes)
  - Mayor of Kingstown (2021) : Craig (saison 1, épisodes 5 et 6)
- Steve Bacic dans :
  - Arrow (2017-2018) : Sean Sonus (saison 5, épisode 11 et saison 6, épisode 12)
  - Virgin River (depuis 2020) : Wes
  - Nancy Drew (2021) : Daniel West (saison 2, épisode 12)
- Michael DeLorenzo (en) dans :
  - New York Undercover (1994-1997) : l'inspecteur Eddie Torres (saisons 1 à 3, 76 épisodes)
  - Ghost Whisperer (2007) : Richard Sanchez (saison 3, épisode 3)
- Timothy Adams (en) dans :
  - Sunset Beach (1997-1999) : Casey Mitchum (416 épisodes)
  - Un flic d'exception (2013) : David Reed (épisode 10)
- David Noroña (en) dans :
  - Six Feet Under (2001-2002) : Gary Deitman (8 épisodes)
  - FBI: International (2021) : l'inspecteur Mateo Diaz (saison 1, épisode 4)
- Francesco Quinn dans :
  - 24 Heures chrono (2003) : Syed Ali (saison 2)
  - NCIS : Enquêtes spéciales (2004) : le sergent Freddy Alvarez (saison 1, épisode 13)
- Adam Busch dans :
  - Buffy contre les vampires (2001-2003) : Warren Mears (16 épisodes)
  - Altered Carbon (2018) : Mickey (saison 1)
- Ryan McPartlin dans :
  - Du côté de chez Fran (2005-2006) : Riley Martin (26 épisodes)
  - Pepper Dennis (2006) : Grady Harper (épisode 9)
- Michael B. Silver dans :
  - Beautiful People (2005) : David Stein (5 épisodes)
  - Harry Bosch (2016) : Colby Mintz (saison 2, épisode 6)
- Stephen Rannazzisi (en) dans :
  - Samantha qui ? (2008-2009) : Seth (saison 2)
  - The League (2009-2015) : Kevin McArthur (84 épisodes)
- Mark Sheppard dans :
  - Warehouse 13 (2009-2014) : Benedict Valda (6 épisodes)
  - MacGyver (2017) : le faux docteur Vito (saison 1, épisode 21)
- Bryan Callen dans :
  - Death Valley (2011) : le capitaine Dashell (11 épisodes)
  - Californication (2012) : un policier (saison 5, épisode 5)
- Scott Grimes dans :
  - La Loi selon Harry (2011) : Ben Fraser (saison 2, épisode 10)
  - Justified (2015) : Seabass (saison 6)
- Ricky Martin dans :
  - Glee (2012) : David Martinez (saison 3, épisode 12)
  - Palm Royale (2024) : Robert (mini-série)
- Adam Rose dans :
  - Suits : Avocats sur mesure (2013) : Omar (saison 3, épisode 6)
  - iZombie (2015) : Byron Thistlewaite (saison 2, épisode 1)
- Brandon Barash (en) dans :
  - Bones (2013) : Storm (saison 8, épisode 22)
  - Timeless (2017) : Ernest Hemingway (saison 1, épisode 14)
- Juan Pablo Raba (en) dans :
  - Marvel : Les Agents du SHIELD (2015-2016) : Joey Gutierrez (saison 3)
  - New York, unité spéciale (2025) : le conseiller Andre Vaughn (saison 26, épisode 17)
- Kevin Corrigan dans :
  - The Get Down (2016-2017) : Jackie Moreno (9 épisodes)
  - Blue Bloods (2017) : Jimmy Pearson (saison 7, épisode 15 et saison 8, épisode 4)
- Anthony Ruivivar dans :
  - Frequency (2016-2017) : le capitaine Stan Moreno (9 épisodes)
  - Turner et Hooch (en) (2021) : James Mendez (12 épisodes)
- John Gemberling (en) dans :
  - Modern Family (2017) : Ray (saison 8, épisodes 15 et 19)
  - Making History (2017) : John Hancock (9 épisodes)
- Adeel Akhtar dans :
  - Les Misérables (en) (2018) : M. Thénardier (mini-série)
  - Black Doves (2024) : Richard Eaves (mini-série)
- Hugo Silva dans :
  - Brigada Costa del Sol (es) (2019) : Bruno López
  - Crossfire (en) (2022) : Mateo (mini-série)
- Frank Gallegos dans :
  - Veronica Mars (2019) : Dodie Mendoza (saison 4)
  - Unstable (2023) : Juan
- Zach Reino dans :
  - Brews Brothers (en) (2020) : Elvis (5 épisodes)
  - The Sex Lives of College Girls (2022) : Paul (saison 2, épisode 5)
- 1976-1981[n 1] : Le Muppet Show : Scooter (Richard Hunt) (voix)
- 1997-2000 : Face Caméra : Tommy Nehman (Yoshi Hanuka)
- 1998 : Fame L.A. : T.J. Barron (T.E. Russell)
- Baby Bob (en) : Bob Spencer (Ken Hudson Campbell)
- Nick Cutter et les Portes du temps : Tom (Jack Curran)
- Esprits criminels : Paul Makely (James Nardini)
- Scream : Ghostface (Mike Vaughn)
- 2002 : Urgences : Paul Nathan (Don Cheadle)
- 2003-2004: The Shield : Denon (Deji LaRay) (saison 2, épisode 10) et Derontay (Arnell Powell) (saison 3, épisode 6)
- 2004 : Haunted : Marcus Bradshaw (Russell Hornsby)
- 2004 : Dead Like Me : Thomas « Trip » Hesberg III (Robin Dunne)
- 2006 : Runaway : l'agent Raj Jao (Raoul Bhaneja (en))
- 2012-2014 : Love/Hate (en) : Terry (Stephen O'Brien)
- 2013 : Missing : Au cœur du complot : Viktor Azimoff (Karel Roden) (4 épisodes)
- 2014 : The Bridge : Abelardo Pintado (Manuel Uriza)
- 2014 : Devil's Playground (en) : l'évêque Mafucci (Joe Petruzzi)
- 2014 : 24 Heures chrono : Ron Clark (Ross McCall) (saison 9)
- 2014 : Brooklyn Nine-Nine : Randall (Luis Moncada (en)) (saison 2, épisode 10)
- 2014-2015 : Graceland : l'agent Paul Briggs (Daniel Sunjata)
- 2015 : Gang Related : Ryan Lopez (Ramón Rodríguez)
- 2016 : Hap and Leonard : Paco (Neil Sandilands) (saison 1)
- 2016 : Ash vs. Evil Dead : le père de Kelly (Phil Peleton) (saison 1)
- 2016 : State of Affairs : Aleek Al Moosari (Nick Shakoor)
- 2016-2017 : Supernatural : Mick Davies (Adam Fergus (en))
- 2016-2018 : Younger : Enzo (Chris Tardio)
- 2017 : Mr. Robot : Norm (Rizwan Manji (en)) (saison 3)
- 2017 : Colony : Carlos (Jacob Vargas)
- 2017-2018 : Shades of Blue : l'inspecteur Carlos Espada (Vincent Laresca)
- 2017-2019 : Into the Badlands : Bajie (Nick Frost) (saisons 2 et 3)
- 2017-2019 : The Deuce : Harvey Wasserman (David Krumholtz)
- 2018 : La Vérité sur l'affaire Harry Quebert : Benjamin Roth (Wayne Knight)
- 2018 : Knightfall : Rashid (Akın Gazi) (saison 1)
- 2018 : Le Vampire d'Istanbul (tr) : Sercan (Efecan Şenolsun (tr))
- 2018 : Le Détenu : Alberto « Muerto » Robles (Héctor Kotsifakis (es))
- 2018-2019 : Better than Us : Gleb (Fyodor Lavrov) (16 épisodes)
- 2018-2020 : The Last Kingdom : Cnut (Magnus Brunn) (saisons 3 et 4)
- 2018-2023 : Mayans M.C. : Angel Reyes (Clayton Cardenas) (45 épisodes)
- 2019 : Berlin Station : Vassily Krik (Mikhail Boutchine)
- 2019 : Black Jesus (en) : Buyer (Rusty Cundieff (en)) (saison 3, épisode 1), Cardinal (Roger Guenveur Smith) (saison 3, épisode 2) et Ransom (Vincent M. Ward (en)) (saison 3, épisode 8)
- 2019-2020 : Warrior : Wang Chao (Hoon Lee)
- 2020 : Le Nouveau Muppet Show (en) : Scooter (David Rudman) (voix)
- 2021 : Squid Game : un soldat [Qui ?]
- 2021-2022 : Entrevías : Sandro (Franky Martin)
- 2022 : WeCrashed : Masayoshi Son (Kim Eui-sung) (mini-série)
- 2022 : Chucky : Joe Pantoliano (Joe Pantoliano) (saison 2, épisode 4)
- 2022 : Forecasting Love and Weather : Lee Myung-han (Jeon Bae-soo (en))
- 2022 : Mood : Kaspar (Khalid Laith) (mini-série)
- 2022 : The Golden Hour (nl) : Riad Benmoussa (Mohammed Azaay) (5 épisodes)
- depuis 2022 : This Fool : Luis (Frankie Quiñones (en))
- 2023 : Song of the Bandits (en) : ? (?)
- 2024 : Zorro : Tadeo Márquez (Andrés Almeida)
- 2024 : Territory (en) : Hank Hodge (Daniel Wyllie (en))
- 2024 : Elsbeth : Joe Dillion (Arian Moayed) (saison 1, épisode 9)
- 2025 : Government Cheese (en) : Ronald (Stephen Schneider (en))
- 2025 : Les Dossiers oubliés : le capitaine Logan Bruce (Kal Sabir)

#### Séries d'animation
- 1987 : Le Collège fou, fou, fou : Ryūno Ninjiya (épisode 84)
- 1994-1998 : Spider-Man, l'homme-araignée : Flash Thompson, le Super-Bouffon, Punisher, Carnage, Curt Connors / le Lézard et Hammerhead (2e voix)
- 1995 : The Mask, la série animée : Poiscaille (1re voix)
- 1998-2000 : Histéria ! (en) : Toast
- 1998-2003 : Le Laboratoire de Dexter : Dexter
- 1999-2000 : Pablo le petit renard rouge (en) : Pablo
- 1999-2000 : Starship Troopers : T'Phai
- 1999-2001 : Les Aventures d'une mouche : voix secondaires et bruitages
- 2001-2002 : Les Nouvelles Aventures de Lucky Luke : Tchin-Tchin, le shérif Sleekhorn et voix additionnelles (création de voix)
- 2002-2005 : Baby Looney Tunes : Bébé Bugs Bunny
- 2002-2006 : Jimmy Neutron : Skeet
- 2003 : Ratz : Monsieur Crapouli (création de voix)
- 2004-2005 : Dave le barbare : Chino, Quozmir et Ned Frishman
- 2004-2007 : Kim Possible : Cousin Larry (2e voix) et Falsetto Jones
- 2005 : Les Zinzins de l'espace : la souris manageuse et l'ancêtre du vieil amérindien (création de voix, saison 2)
- 2005-2007 : American Dragon: Jake Long : le professeur Rotwood
- 2006 : La Ligue des justiciers : Brainiac 5 (saison 3, épisode 10)
- 2008 : Magic : Edwin (épisode Le Marchand de sable)
- 2008-2009 : Spectacular Spider-Man : Flash Thompson
- 2008-2016 : Garfield et Cie : Nermal, Vito, Nathan, Professeur Franz, Biff et voix additionnelles
- 2009 : Oui-Oui : Whizz
- 2009-2010 : Léonard : Léonard et Raoul Chatigré
- 2009-2012 : Marsupilami : Marsupilami, Stroy, Blouprint, Tignass et Bernard (saisons 4 et 5)
- 2010 : Le Petit Prince : le chasseur
- 2010-2013 : Planet Sheen : Ultra Lord
- depuis 2011 : American Dad! : Marguerite[16], Dr Kalgary[17], Dr Ray Petit[18], E-Money[19], Rockin' Ronnie, Drake et voix additionnelles
- 2013[20] : JoJo's Bizarre Adventure : Battle Tendency : Beck
- 2013 : Looney Tunes Show : Rodney Rabbit (épisode Le Meilleur Ami)
- 2013-2017 : Oncle Grandpa : Steve la Pizza
- 2014-2020 : Hé, Oua-Oua : voix additionnelles
- depuis 2014 : Jamie a des tentacules ! : Nerdy Walsh et Mitch (le vendeur de comics) (création de voix)
- 2015-2017 : Harvey Beaks : voix additionnelles
- 2016 : Pokémon Générations : Giovanni
- 2016-2018 : Skylanders Academy : Pop Fizz
- 2020-2022 : Dragons : Les Gardiens du ciel : Erik le Maudit
- 2021 : So I'm a Spider, So What? : Buro
- 2021-2024 : Star Trek: Prodigy : Jankom Pog
- 2022 : Star Trek: Lower Decks : Ma'ah
- 2022-2024 : Urusei Yatsura : le père de Ryunosuke
- 2023 : Papa est un chasseur d'aliens (en) : Fixer
- 2023 : Demon Slayer: Kimetsu no Yaiba : Gyokko

### Jeux vidéo
- 1995 : Simon the Sorcerer II: The Lion, the Wizard and the Wardrobe : Simon
- 1998 : Oddworld : L'Exode d'Abe : vice-président Aslik
- 2000 : Alundra 2 : voix additionnelles
- 2000 : Spider-Man : Peter Parker/Spider-Man
- 2001 : Spider-Man 2 : La Revanche d'Electro : Peter Parker/Spider-Man
- 2001 : L'Île Lego 2 : La Revanche de Casbrick : Papa Brickolini, voix additionnelles
- 2001 : Maya l'abeille : Une surprise formidable ! : Willy et Flip
- 2002 : The Getaway : Sparky, Big Walter, voix additionnelles
- 2002 : Spider-Man: The Movie : Peter Parker/Spider-Man
- 2002 : Toca Race Driver : Ryan McKane
- 2002 : Conflict: Desert Storm : Michael « Mick » Connors
- 2002 : Ratchet and Clank : Ratchet, Skidd McMarx
- 2003 : Bob l'éponge : Bataille pour Bikini Bottom : Carlo Tentacule
- 2003 : Beyond Good and Evil : Secundo
- 2003 : Runaway: A Road Adventure : Saturne, Wupuchim, Mariola
- 2003 : Conflict: Desert Storm II : Michael « Mick » Connors
- 2003 : Les Aventures du Petit Corbeau : Tous en Scène ! : Petit Corbeau, Lièvre, Taupe, Loup
- 2003 : Ratchet and Clank 2 : Ratchet
- 2003 : Crash Nitro Kart : Big Norm, Nash
- 2003 : I-Ninja : Ninja
- 2004 : Far Cry : voix additionnelles
- 2004 : Conflict: Vietnam : Will « Hoss » Schafer
- 2004 : World of Warcraft : des gobelins [21].
- 2004 : Spider-Man 2: The Movie : Harry Osborn, voix additionnelles
- 2004 : Medal of Honor : Batailles du Pacifique : William Gaines
- 2004 : Men of Valor : Pat "Mouth" Hodges
- 2004 : Ratchet and Clank 3 : Ratchet, Skidd McMarx
- 2004 : Leisure Suit Larry: Magna Cum Laude : l'oncle Larry Laffer
- 2005 : King Kong : Carl Denham
- 2005 : Jak X : Ratchet, Ximon
- 2005 : Conflict: Global Storm : Michael « Mick » Connors
- 2005 : Call of Duty 2 : voix additionnelles
- 2005 : Ratchet: Gladiator : Ratchet
- 2006 : Runaway 2: The Dream of the Turtle : Saturne, Brighton, Cacatoès
- 2006 : Guild Wars Factions : maître Togo
- 2006 : Le Parrain : voix additionnelles
- 2006 : Psychonauts : Jasper Rolls, Fantôme, Cobra
- 2006 : Daxter : Ximon, Grenagarde
- 2006 : La Famille Coup de Pouce : Maternelle petite section : Toc-Toc le pivert (dialogues), M. Souris
- 2007 : Spider-Man : Allié ou Ennemi : Peter Parker/Spider-Man
- 2007 : The Witcher : Eskel, Jaskier, Berengar, Velerad le burgrave
- 2007 : Guild Wars: Eye of the North : Vekk
- 2007 : Ratchet and Clank : La taille, ça compte : Ratchet
- 2007 : Sam and Max : Sauvez le monde : Hugh Bliss
- 2008 : Jusqu'au bout du monde : Sao Feng
- 2008 : Far Cry 2 : Hakim Echebbi
- 2008 : Call of Duty: World at War : Le soldat Polonsky, Tank Dempsey (mode zombie)
- 2008 : Madagascar 2 : Soldat le pingouin, voix additionnelles
- 2008 : Lost : Les Disparus, le jeu vidéo : Sayid Jarrah
- 2009 : Call of Duty: Modern Warfare 2 : voix additionnelles
- 2009 : Assassin's Creed II : voix additionnelles
- 2009 : The Lapins Crétins : La Grosse Aventure : voix additionnelles
- 2009 : Transformers : La Revanche : Breakaway, Major William Lennox, Autobot Protoform (NDS) et voix additionnellles
- 2009 : Cars: Race-O-Rama : le deuxième élève de Chick Hicks
- 2009 : L'Âge de glace 3 : Le Temps des dinosaures : Buck
- 2010 : Transformers : La Guerre pour Cybertron : Silverbolt, Cliffjumper (NDS) et voix additionnelles
- 2010 : Mafia II : voix additionnelles
- 2010 : Tom Clancy's Splinter Cell: Conviction : voix additionnelles
- 2010 : S.T.A.L.K.E.R.: Call of Pripyat : Major Alexander Degtyarev
- 2010 : Call of Duty: Black Ops : Tank Dempsey (mode zombie), voix additionnelles
- 2011 : Transformers 3 : La face cachée de la Lune : Breakaway, Silverbolt et voix additionnelles
- 2011 : Call of Duty: Modern Warfare 3 : voix additionnelles
- 2012 : Call of Duty: Black Ops 2 : Tank Dempsey (mode zombie)
- 2012 : Crysis 2 : voix additionnelles
- 2012 : Binary Domain : Shindo
- 2012 : Far Cry 3 : voix additionnelles
- 2013 : Puppeteer : Ying Yang
- 2013 : Splinter Cell Blacklist : Reza Nouri
- 2013 : Call of Duty: Ghosts : voix additionnelles
- 2014 : Far Cry 4 : voix additionnelles
- 2014 : Dragon Age: Inquisition : Abelas, voix additionnelles
- 2015 : Mortal Kombat X : Kenshi Takahashi, Goro, Triborg, Fujin et un soldat de Kotal Kahn
- 2015 : Call of Duty: Black Ops III : Tank Dempsey (mode zombie)
- 2015 : Lego Dimensions : Gollum, Sammy Rogers, le Onzième Docteur
- 2016 : Final Fantasy XV : voix additionnelles
- 2017 : League of Legends : Warwick
- 2017 : Yo-kai Watch 2 : Poulpater
- 2018 : Spyro Reignited Trilogy : l'Agent 9
- 2019 : Crash Team Racing: Nitro-Fueled : Big Norm, Nash
- 2019 : Mortal Kombat 11 : Fujin et le journaliste qui interview Robocop
- 2020 : Final Fantasy VII Remake : voix additionnelles
- 2021 : FIFA 22 : l'annonceur du stade
- 2022 : Star Trek Prodigy : Supernova : Jankom Pog
- 2023 : Atomic Heart : ?
- 2023 : Final Fantasy XVI : ?
- 2023 : Tintin Reporter : Les Cigares du pharaon : le fakir, le sergent d'Abudin, le marin costaud de l'M.S. Epomed et voix additionnelles
- 2024 : Final Fantasy VII Rebirth : Gus

### Direction artistique
Note : Les dates en italique correspondent aux sorties initiales des films dont Marc Saez a assuré le redoublage.

#### Films
- 1987 : The Monster Squad (2e doublage)
- 1995 : Blue Juice
- 2008 : Mirrors
- 2010 : Tucker et Dale fightent le mal
- 2010 : Piranha 3D
- 2012 : Maniac
- 2012 : Aftershock
- 2013 : Machete Kills
- 2014 : Pyramide
- 2015 : Manuel de survie à l'apocalypse zombie
- 2015 : La Machine à démonter le temps 2
- 2016 : The Door
- 2016 : La Neuvième Vie de Louis Drax
- 2019 : Malgré tout
- 2019 : The Silence
- 2019 : Crawl
- 2019 : Dans les hautes herbes
- 2019 : Blue Story
- 2019 : Dreamland
- 2019 : American Son
- 2020 : Santana
- 2020 : Notre maison hantée
- 2021 : Blood Red Sky
- 2021 : The Execution (en)
- 2022 : Hunt

#### Films d'animation
- 2015 : Objectif Lune
- 2016 : La Ligue des justiciers vs. les Teen Titans
- 2016 : Batman Unlimited : Machines contre Mutants
- 2016 : Batman : The Killing Joke
- 2016 : Batman : Le Retour des justiciers masqués
- 2017 : Justice League Dark
- 2017 : Teen Titans: The Judas Contract
- 2017 : Batman et Harley Quinn
- 2017 : Batman vs. Double-Face
- 2018 : Suicide Squad : Le Prix de l'enfer
- 2018 : Batman: Gotham by Gaslight

#### Séries télévisées
- 2001-2007 : Le Forum des Européens
- 2005-2006 : Du côté de chez Fran
- 2012-2015 : The League (saisons 3 à 7)
- 2015 : Scream (saison 1)
- 2016-2018 : Luke Cage
- 2019 : Brigada Costa del Sol (es)
- 2021-2025 : Squid Game
- depuis 2022 : Star Trek : Strange New Worlds

#### Téléfilms
- 2007 : Troie, la cité du trésor perdu
- 2008 : L'Assassinat d'Henri IV
- 2008 : L'Évasion de Louis XVI
- 2010 : Mirrors 2
- 2010 : L'Appel du 18 Juin
- 2011 : Carmen
- 2014 : Aaliyah : Destin brisé (en)
- 2016 : Destin brisé : Toni Braxton, une chanteuse sacrifiée
- 2017 : Tu ne m'échapperas pas…
- 2017 : Rencontre avec un vampire
- 2017 : Destin brisé : Michael Jackson, derrière le masque
- 2018 : Liaison dangereuse avec mon professeur
- 2018 : Les cicatrices du passé
- 2018 : Le Bonheur en cadeau

#### Séries d'animation
- 2007 : Les Décalés du cosmos (saison 3[22])
- 2021-2024 : Star Trek: Prodigy

#### Jeux vidéo
- 2003 : Dog's Life
- 2005 : Perfect Dark Zero
- 2005 : Guild Wars
- 2005 : EyeToy : Kinetic
- 2006 : Gothic 3
- 2006 : EyeToy : Kinetic Combat
- 2007 : Shrek le troisième
- 2007 : Pirates des Caraïbes : Jusqu'au bout du monde
- 2007 : Chili Con Carnage
- 2007 : Call of Duty 4: Modern Warfare
- 2007 : Bienvenue chez les Robinson
- 2008 : Monster Lab (en)
- 2008 : Kung Fu Panda
- 2008 : Lost : Les Disparus, le jeu vidéo
- 2009 : Monstres contre Aliens (en)
- 2022 : Star Trek Prodigy : Supernova

## Adaptation
Note : Les dates en italique correspondent aux sorties initiales des films dont Marc Saez a assuré le redoublage. :

### Films
- 2010 : Piranha 3D
- 2012 : Maniac
- 2014 : Pyramide
- 2015 : Manuel de survie à l'apocalypse zombie
- 2016 : La Neuvième Vie de Louis Drax
- 2016 : The Door
- 2016 : 7 Años
- 2016 : The Forest
- 2019 : American Son
- 2019 : CRAWL
- 2020 : Santana (en)
- 2020 : Le Mauvais Œil (en)
- 2022 : Hunt
- 2024 : Badland Hunters

### Films d'animation
- 2017 : Justice League Dark
- 2018 : Batman Ninja

### Téléfilms
- 2017 : Qui a tenté de me tuer ?
- 2017 : Mon Prince de Noël
- 2017 : Ma vengeance sera terrible
- 2017 : Rencontre avec un vampire
- 2018 : Coup de foudre au ranch
- 2018 : Dangereuse influence
- 2018 : Une pirate de cœur
- 2018 : Les Braises d'une romance
- 2018 : Le Masque de l'innocence
- 2019 : Abandonnée à 13 ans
- 2019 : Dernières vacances avant de te tuer
- 2019 : Une romance de Noël épicée
- 2019 : Mon petit mensonge de Noël
- 2019 : En cavale avec mon fils
- 2019 : La Vie secrète de mon mari
- 2020 : Le Piège de mon ex
- 2021 : La Folie d'une mère : L'Histoire vraie de Debora Green
- 2021 : Épiée dans ma maison
- 2023 : Un Noël enchanté

### Séries télévisées
- 2011 : Traffic Light
- 2013-2014 : The League (saison 5, épisodes 1 et 2 ; saison 6, épisodes 6 et 7)
- 2014-2016 : RIP : Fauchés et sans repos
- 2015-2019 : Jessica Jones
- 2016 : Aquarius (saison 2, épisodes 10 à 12)
- 2016-2018 : Luke Cage
- 2017 : The Punisher
- 2017-2018 : Iron Fist
- 2018-2021 : Black Lightning
- 2021-2025 : Squid Game

### Séries d'animation
- 2021-2024 : Star Trek: Prodigy

## Distinctions
- 2011 : Récompensé : honorable mention aux Los Angeles Movie Awards II
- 2011 : Récompensé : 2 fois du Merit Short film et Direction au Indie Fest en Californie
- 2011 : Mention spéciale à Pontault-Combault
- 2011 : Sélectionné au Short Film Corner 2011 à Cannes
- 2011 : Sélection officielle du Cyprus International Film Festival
- 2011 : Sélection officielle du Sipff, Le Sexy International Paris Film Festival
- 2011 : Sélection officielle du festival Fenêtres sur Courts à Avignon
- 2011 : Sélection parallèle du Fantasporto à Porto
- 2012 : Récompensé : une fois au Love Unlimited Film ans Art Exhibition
- 2012 : Récompensé : 3 fois aux États-Unis au Festival Best Shorts 2012 en Californie
- 2012 : Award of Excellence pour le Film
- 2012 : Award of Merit pour Véronique Picciotto (l'actrice principale)
- 2012 : Award of Merit pour la Réalisation
- 2013 : Récompensé : deux fois aux Prestige Awards à Eureka (États-Unis) (Gold Award winner pour le film et Gold Award pour la réalisation)
- 2013 : Récompensé : Merit au Rochester International Film Festival de New York
- 2013 : 3e place de la compétition internationale Back in the Box (États-Unis)
- 2013 : Sélection officielle du festival Même pas peur à La Réunion
- 2013 : Récompensé : 3 fois aux États-Unis au Festival Best Shorts 2012 en Californie.